# Hyles jaxartis
Hyles jaxartis är en fjärilsart som beskrevs av Froreich. 1938. Hyles jaxartis ingår i släktet Hyles och familjen svärmare. Inga underarter finns listade i Catalogue of Life.